# Uysanus daxans
Uysanus daxans är en insektsart som beskrevs av Ronald Gordon Fennah 1988. Uysanus daxans ingår i släktet Uysanus och familjen Flatidae. Inga underarter finns listade i Catalogue of Life.